# 耶律合葛
耶律合葛（?—?），辽国（契丹）政治人物、契丹人。辽圣宗时南府宰相。
开泰八年（1019年）六月己亥，耶律合葛任惕隐，被辽圣宗拜为南府宰相。太平三年（1023年）七月戊寅，辽圣宗任命耶律合葛为上京（今内蒙古自治区巴林左旗南波罗城）留守，封漆水郡王。